# Teofilo Spasojević
Teofilo Spasojević (in serbo Teoфилo Cпacojeвић?; Belgrado, 21 gennaio 1909 – Belgrado, 28 febbraio 1970) è stato un calciatore jugoslavo.

## Carriera
Per tutta la sua carriera giocò nello Sportski klub Jugoslavija di Belgrado.
Con la Nazionale jugoslava due amichevoli: il suo debutto avvenne contro la Romania il 6 maggio 1928 a Belgrado, vinta dagli slavi per 3-1, mentre la seconda amichevole fu giocata a Buenos Aires contro l'Argentina il 3 agosto 1930 e fu vinta dai sudamericani per 3-1. Spasojević fu convocato anche per il Mondiale 1930 ma non giocò alcuna partita.
Dopo il ritiro, si laureò in legge a Belgrado.